# 胡安·曼里克
胡安·曼里克（西班牙語：Juan Manrique，1967年8月26日—），古巴棒球运动员。他曾代表古巴国家队参加1996年和2000年夏季奥林匹克运动会棒球比赛，获得一枚金牌和一枚银牌。